# Rubus immanis
Rubus immanis är en rosväxtart som beskrevs av William Willard Ashe. Rubus immanis ingår i släktet rubusar, och familjen rosväxter. Inga underarter finns listade i Catalogue of Life.